# Plavání na mistrovství světa v plaveckých sportech 2003
Závody v plavání v olympijském 50 m bazénu na mistrovství světa v plaveckých sportech za rok 2003 proběhly v Barceloně, Španělsko ve dnech 20. až 27. července 2003.

## Výsledky

### Individuální disciplíny
| Muži                 | Zlato                        | Zlato    | Stříbro                                            | Stříbro  | Bronz                           | Bronz    |
| -------------------- | ---------------------------- | -------- | -------------------------------------------------- | -------- | ------------------------------- | -------- |
| 50 m volný způsob    | Alexandr Popov (RUS)         | 21,92    | Mark Foster (GBR)                                  | 22,20    | Pieter van den Hoogenband (NED) | 22,29    |
| 100 m volný způsob   | Alexandr Popov (RUS)         | 48,42    | Pieter van den Hoogenband (NED)                    | 48,68    | Ian Thorpe (AUS)                | 48,77    |
| 200 m volný způsob   | Ian Thorpe (AUS)             | 1:45,14  | Pieter van den Hoogenband (NED)                    | 1:46,43  | Grant Hackett (AUS)             | 1:46,85  |
| 400 m volný způsob   | Ian Thorpe (AUS)             | 3:42,58  | Grant Hackett (AUS)                                | 3:45,17  | Dragoș Coman (ROU)              | 3:46,87  |
| 800 m volný způsob   | Grant Hackett (AUS)          | 7:43,82  | Larsen Jensen (USA)                                | 7:48,09  | Ihor Červynskyj (UKR)           | 7:53,15  |
| 1500 m volný způsob  | Grant Hackett (AUS)          | 14:43,14 | Ihor Červynskyj (UKR)                              | 15:01,04 | Erik Vendt (USA)                | 15:01,28 |
| 50 m znak            | Thomas Rupprath (GER)        | 24,80    | Matthew Welsh (AUS)                                | 25,01    | Gerhard Zandberg (RSA)          | 25,07    |
| 100 m znak           | Aaron Peirsol (USA)          | 53,61    | Matthew Welsh (AUS) Arkadij Vjatčanin (RUS)        | 53,92    | —                               | —        |
| 200 m znak           | Aaron Peirsol (USA)          | 1:55,92  | Gordan Kožulj (CRO)                                | 1:57,47  | Simon Dufour (FRA)              | 1:57,90  |
| 50 m motýlek         | Matthew Welsh (AUS)          | 23,43    | Ian Crocker (USA)                                  | 23,62    | Jevgenij Korotyškin (RUS)       | 23,73    |
| 100 m motýlek        | Ian Crocker (USA)            | 50,98    | Michael Phelps (USA)                               | 51,10    | Andrij Serdinov (UKR)           | 51,59    |
| 200 m motýlek        | Michael Phelps (USA)         | 1:54,35  | Takaši Jamamoto (JPN)                              | 1:55,52  | Thomas Malchow (USA)            | 1:55,66  |
| 50 m prsa            | James Gibson (GBR)           | 27,56    | Oleh Lisohor (UKR)                                 | 27,74    | Mihály Flaskay (HUN)            | 27,79    |
| 100 m prsa           | Kósuke Kitadžima (JPN)       | 59,78    | Brendan Hansen (USA)                               | 1:00,21  | James Gibson (GBR)              | 1:00,37  |
| 200 m prsa           | Kósuke Kitadžima (JPN)       | 2:09,42  | Ian Edmond (GBR)                                   | 2:10,92  | Brendan Hansen (USA)            | 2:11,11  |
| 200 m polohový závod | Michael Phelps (USA)         | 1:56,04  | Ian Thorpe (AUS)                                   | 1:59,66  | Massimiliano Rosolino (ITA)     | 1:59,71  |
| 400 m polohový závod | Michael Phelps (USA)         | 4:09,09  | László Cseh (HUN)                                  | 4:10,79  | Usáma Mellúlí (TUN)             | 4:15,36  |
| Ženy                 | Zlato                        | Zlato    | Stříbro                                            | Stříbro  | Bronz                           | Bronz    |
| 50 m volný způsob    | Inge de Bruijnová (NED)      | 24,47    | Alice Millsová (AUS)                               | 25,07    | Lisbeth Lentonová (AUS)         | 25,08    |
| 100 m volný způsob   | Hanna-Maria Seppäläová (FIN) | 54,37    | Jodie Henryová (AUS)                               | 54,58    | Jennifer Thompsonová (USA)      | 54,65    |
| 200 m volný způsob   | Alena Popčanková (BLR)       | 1:58,32  | Martina Moravcová (SVK)                            | 1:58,44  | Jang Jü (CHN)                   | 1:58,54  |
| 400 m volný způsob   | Hannah Stockbauerová (GER)   | 4:06,75  | Éva Risztovová (HUN)                               | 4:07,24  | Diana Munzová (USA)             | 4:07,67  |
| 800 m volný způsob   | Hannah Stockbauerová (GER)   | 8:23,66  | Diana Munzová (USA)                                | 8:24,19  | Rebecca Cookeová (GBR)          | 8:28,45  |
| 1500 m volný způsob  | Hannah Stockbauerová (GER)   | 16:00,18 | Hayley Peirsolová (USA)                            | 16:09,64 | Jana Henkeová (GER)             | 16:10,13 |
| 50 m znak            | Nina Živaněvská (ESP)        | 28,48    | Ilona Hlaváčková (CZE)                             | 28,50    | Noriko Inadaová (JPN)           | 28,62    |
| 100 m znak           | Antje Buschschulteová (GER)  | 1:00,50  | Louise Ørnstedtová (DEN) Katherine Sextonová (GBR) | 1:00,86  | —                               | —        |
| 200 m znak           | Katherine Sextonová (GBR)    | 2:08,74  | Margaret Hoelzerová (USA)                          | 2:09,24  | Stanislava Komarovová (RUS)     | 2:10,17  |
| 50 m motýlek         | Inge de Bruijnová (NED)      | 25,84    | Jennifer Thompsonová (USA)                         | 26,00    | Anna-Karin Kammerlingová (SWE)  | 26,06    |
| 100 m motýlek        | Jennifer Thompsonová (USA)   | 57,96    | Otylia Jędrzejczaková (POL)                        | 58,22    | Martina Moravcová (SVK)         | 58,24    |
| 200 m motýlek        | Otylia Jędrzejczaková (POL)  | 2:07,56  | Éva Risztovová (HUN)                               | 2:07,68  | Juko Nakanišiová (JPN)          | 2:08,08  |
| 50 m prsa            | Luo Süe-ťüan (CHN)           | 30,67    | Brooke Hansonová (AUS)                             | 31,13    | Zoë Bakerová (GBR)              | 31,37    |
| 100 m prsa           | Luo Süe-ťüan (CHN)           | 1:06,80  | Amanda Beardová (USA)                              | 1:07,42  | Leisel Jonesová (AUS)           | 1:07,47  |
| 200 m prsa           | Amanda Beardová (USA)        | 2:22,99  | Leisel Jonesová (AUS)                              | 2:24,33  | Čchi Chuej (CHN)                | 2:25,78  |
| 200 m polohový závod | Jana Kločkovová (UKR)        | 2:10,75  | Alice Millsová (AUS)                               | 2:12,75  | Čou Ja-fej (CHN)                | 2:12,92  |
| 400 m polohový závod | Jana Kločkovová (UKR)        | 4:36,74  | Éva Risztovová (HUN)                               | 4:37,39  | Beatrice Câșlaruová (ROU)       | 4:41,86  |

### Štafety
| Muži                   | Zlato | Zlato   | Stříbro | Stříbro | Bronz | Bronz   |
| ---------------------- | --- | ------- | --- | ------- | --- | ------- |
| 4×100 m volný způsob   | Rusko (RUS) (Andrej Kapralov, Ivan Usov, Děnis Pimankov, Alexandr Popov, (r)Dmitrij Talepov)                                             | 3:14,06 | USA (USA) (Scott Tucker, Neil Walker, Ryan Wochomurka, Jason Lezak, (r)Randall Bal, (r)Nathaniel Dusing)                                                                | 3:14,80 | Francie (FRA) (Romain Barnier, Julien Sicot, Fabien Gilot, Frédérick Bousquet)                             | 3:15,66 |
| 4×200 m volný způsob   | Austrálie (AUS) (Grant Hackett, Craig Stevens, Nicholas Sprenger, Ian Thorpe, (r)Antony Matkovich, (r)Jason Cram)                        | 7:08,58 | USA (USA) (Michael Phelps, Nathaniel Dusing, Aaron Peirsol, Klete Keller, (r)Scott Goldblatt, (r)Chad Carvin, (r)Kevin Clements)                                        | 7:10,26 | Německo (GER) (Johannes Oesterling, Lars Conrad, Stefan Herbst, Christian Keller)                          | 7:14,02 |
| 4×100 m polohový závod | USA (USA) (Aaron Peirsol, Brendan Hansen, Ian Crocker, Jason Lezak, (r)Randall Bal, (r)Edward Moses, (r)Michael Phelps, (r)Neil Walker)  | 3:31,54 | Rusko (RUS) (Arkadij Vjatčanin, Roman Ivanovskij, Igor Marčenko, Alexandr Popov, (r)Jevgenij Aljošin, (r)Dmitrij Komornikov, (r)Jevgenij Korotyškin, (r)Děnis Pimankov) | 3:34,72 | Japonsko (JPN) (Tomomi Morita, Kósuke Kitadžima, Takaši Jamamoto, Daisuke Hosokawa)                        | 3:36,12 |
| Ženy                   | Zlato | Zlato   | Stříbro | Stříbro | Bronz | Bronz   |
| 4×100 m volný způsob   | USA (USA) (Natalie Coughlinová, Lindsay Benková, Rhiannon Jeffreyová, Jennifer Thompsonová, (r)Gabrielle Roseová, (r)Maritza Correiaová) | 3:38,09 | Německo (GER) (Petra Dallmannová, Katrin Meißnerová, Antje Buschschulteová, Sandra Völkerová, (r)Daniela Götzová, (r)Alessa Riesová)                                    | 3:38,73 | Austrálie (AUS) (Lisbeth Lentonová, Elka Grahamová, Jodie Henryová, Alice Millsová, (r)Sophie Edingtonová) | 3:38,83 |
| 4×200 m volný způsob   | USA (USA) (Lindsay Benková, Rachel Komisarzová, Rhiannon Jeffreyová, Diana Munzová, (r)Gabrielle Roseová, (r)Margaret Hoelzerová)        | 7:55,70 | Austrálie (AUS) (Elka Grahamová, Linda MacKenzieová, Kirsten Thomsonová, Alice Millsová, (r)Giaan Rooneyová, (r)Heidi Crawfordová, (r)Melanie Houghtonová)              | 7:58,42 | Čína (CHN) (Čou Ja-fej, Sü Jen-wej, Pchang Ťia-jing, Jang Jü)                                              | 7:58,53 |
| 4×100 m polohový závod | Čína (CHN) (Čan Šu, Luo Süe-ťüan, Čou Ja-fej, Jang Jü)                                                                                   | 3:59,89 | USA (USA) (Natalie Coughlinová, Amanda Beardová, Jennifer Thompsonová, Lindsay Benková, (r)Haley Copeová, (r)Tara Kirková, (r)Mary DeScenzaová)                         | 4:00,83 | Austrálie (AUS) (Giaan Rooneyová, Leisel Jonesová, Jessicah Schipperová, Jodie Henryová)                   | 4:01,37 |

## Medailová bilance
V plavání se rozdělilo celkem 40 sad medailí.
| Pořadí | Stát                     |       | Muži    | Muži  | Muži  |         | Ženy  | Ženy  | Ženy    |       | Muži + Ženy | Muži + Ženy | Muži + Ženy | Celkem |
| Pořadí | Stát                     | Zlato | Stříbro | Bronz | Zlato | Stříbro | Bronz | Zlato | Stříbro | Bronz |             |             |             | Celkem |
| ------ | ------------------------ | ----- | ------- | ----- | ----- | ------- | ----- | ----- | ------- | ----- | ----------- | ----------- | ----------- | ------ |
| 1.     | USA (USA)                |       | 7       | 6     | 3     |         | 4     | 6     | 2       |       | 11          | 12          | 5           | 28     |
| 2.     | Austrálie (AUS)          |       | 6       | 4     | 2     |         | 0     | 6     | 4       |       | 6           | 10          | 6           | 22     |
| 3.     | Německo (GER)            |       | 1       | 0     | 1     |         | 4     | 1     | 1       |       | 5           | 1           | 2           | 8      |
| 4.     | Rusko (RUS)              |       | 3       | 2     | 1     |         | 0     | 0     | 1       |       | 3           | 2           | 2           | 7      |
| 5.     | Čína (CHN)               |       | 0       | 0     | 0     |         | 3     | 0     | 4       |       | 3           | 0           | 4           | 7      |
| 6.     | Spojené království (GBR) |       | 1       | 2     | 1     |         | 1     | 1     | 2       |       | 2           | 3           | 3           | 8      |
| 7.     | Ukrajina (UKR)           |       | 0       | 2     | 2     |         | 2     | 0     | 0       |       | 2           | 2           | 2           | 6      |
| 8.     | Nizozemsko (NED)         |       | 0       | 2     | 1     |         | 2     | 0     | 0       |       | 2           | 2           | 1           | 5      |
| 9.     | Japonsko (JPN)           |       | 2       | 1     | 1     |         | 0     | 0     | 2       |       | 2           | 1           | 3           | 6      |
| 10.    | Polsko (POL)             |       | 0       | 0     | 0     |         | 1     | 1     | 0       |       | 1           | 1           | 0           | 2      |
| 11.    | Finsko (FIN)             |       | 0       | 0     | 0     |         | 1     | 0     | 0       |       | 1           | 0           | 0           | 1      |
| 11.    | Bělorusko (BLR)          |       | 0       | 0     | 0     |         | 1     | 0     | 0       |       | 1           | 0           | 0           | 1      |
| 11.    | Španělsko (ESP)          |       | 0       | 0     | 0     |         | 1     | 0     | 0       |       | 1           | 0           | 0           | 1      |
| 14.    | Maďarsko (HUN)           |       | 0       | 1     | 1     |         | 0     | 3     | 0       |       | 0           | 4           | 1           | 5      |
| 15.    | Slovensko (SVK)          |       | 0       | 0     | 0     |         | 0     | 1     | 1       |       | 0           | 1           | 1           | 2      |
| 16.    | Chorvatsko (CRO)         |       | 0       | 1     | 0     |         | 0     | 0     | 0       |       | 0           | 1           | 0           | 1      |
| 16.    | Česko (CZE)              |       | 0       | 0     | 0     |         | 0     | 1     | 0       |       | 0           | 1           | 0           | 1      |
| 16.    | Dánsko (DEN)             |       | 0       | 0     | 0     |         | 0     | 1     | 0       |       | 0           | 1           | 0           | 1      |
| 19.    | Francie (FRA)            |       | 0       | 0     | 2     |         | 0     | 0     | 0       |       | 0           | 0           | 2           | 2      |
| 19.    | Rumunsko (ROU)           |       | 0       | 0     | 1     |         | 0     | 0     | 1       |       | 0           | 0           | 2           | 2      |
| 21.    | Jižní Afrika (RSA)       |       | 0       | 0     | 1     |         | 0     | 0     | 0       |       | 0           | 0           | 1           | 1      |
| 21.    | Itálie (ITA)             |       | 0       | 0     | 1     |         | 0     | 0     | 0       |       | 0           | 0           | 1           | 1      |
| 21.    | Tunisko (TUN)            |       | 0       | 0     | 1     |         | 0     | 0     | 0       |       | 0           | 0           | 1           | 1      |
| 21.    | Švédsko (SWE)            |       | 0       | 0     | 0     |         | 0     | 0     | 1       |       | 0           | 0           | 1           | 1      |
| Celkem | Celkem                   |       | 20      | 21    | 19    |         | 20    | 21    | 19      |       | 40          | 42          | 38          | 120    |